# Evergestis alborivulalis
Evergestis alborivulalis is een vlinder uit de familie grasmotten (Crambidae). De wetenschappelijke naam is voor het eerst gepubliceerd in 1844 door Eduard Friedrich Eversmann.
De soort komt voor in Hongarije, Slowakije, Bosnië-Herzegovina, Bulgarije, Spanje, Griekenland, Oekraïne (de Krim), Rusland en Turkije.